# Lioux-les-Monges
Lioux-les-Monges är en kommun i departementet Creuse i regionen Nouvelle-Aquitaine i de centrala delarna av Frankrike. Kommunen ligger i kantonen Auzances som tillhör arrondissementet Aubusson. År 2022 hade Lioux-les-Monges 55 invånare.

## Befolkningsutveckling
Antalet invånare i kommunen Lioux-les-Monges
Referens:INSEE